# Despeñaderos
Despeñaderos är en ort i Argentina.   Den ligger i provinsen Córdoba, i den centrala delen av landet, 600 km nordväst om huvudstaden Buenos Aires. Despeñaderos ligger 451 meter över havet och antalet invånare är 5 645.
Terrängen runt Despeñaderos är platt. Runt Despeñaderos är det ganska glesbefolkat, med 29 invånare per kvadratkilometer.. Despeñaderos är det största samhället i trakten.
Trakten runt Despeñaderos består till största delen av jordbruksmark.